# Школа № 8 (Мариуполь)
Мариупольская специализированная школа с углублённым изучением новогреческого языка І-ІІІ ступеней № 8 Мариупольского городского совета Донецкой области — средняя школа в посёлке Сартана (Мариуполь).

## История школы
Строительство здания школы началось в 1991 году, но продвигалось очень медленно: за 8 лет сооружены были только стены. В 1998 году городским советом и правлением ММК им. Ильича было принято решение достроить школу на паритетных началах — 50 % средств предоставил завод, 50 % были получены из городского бюджета. Строительный проект был доработан: были усовершенствованы теплотрасса, канализация, наружное освещение; вместо стандартной крыши было предусмотрено установка кровли типа «Кнудсон».
Менее чем эа полгода школа была достроена и стала единственной крупной (рассчитана на обучение 1296 человек в 33 классах) школой, построенной на Украине в этом году. 26 августа 1999 года состоялось её торжественное открытие, в котором приняли участие Президент Украины Л. Д. Кучма, премьер-министр Украины А. К. Кинах, губернатор Донецкой области В. Ф. Янукович.
На протяжении нескольких лет школу посетили Президент Украины В. Ющенко, Президенты Греции Константинос Стефанопулос и Каролос Папульяс.